# 테르모프로테우스과
테르모프로테우스과는 테르모프로테우스목에 속해 있는 고균 과이다.